# Campeonato do Mundo de Polo de 1998
O Campeonato do Mundo de Polo de 1998 foi a quinta edição do maior torneio de polo do mundo, disputado em Santa Bárbara, na Califórnia, Estados Unidos, de 21 a 30 de Agosto de 1998. O torneio foi vencido pela Argentina, que conquistou o seu terceiro título mundial. Este evento reuniu seis equipes de todo o mundo e teve como sede o Santa Barbara Polo & Racquet Club, em Santa Bárbara, na Califórnia, Estados Unidos.

## Qualificação
Um total de 6 vagas foram oferecidas para o torneio, sendo que a seleção do Brasil por ser a defensora do título e a dos Estados Unidos por ser sede do torneio, não participaram dos torneios qualificatórios e qualificaram-se automaticamente.
As quatro vagas restantes para o torneio foram definidas através de torneios qualificatórios divididos por zonas.
|                 | América do Norte e Central        | América do Sul                                                        | Europa                                   | África, Ásia e Oceania                                              |
| --------------- | --------------------------------- | --------------------------------------------------------------------- | ---------------------------------------- | ------------------------------------------------------------------- |
| Sede do torneio | Cidade da Guatemala, Guatemala    | Santiago do Chile, Chile                                              | Madri, Espanha                           | Victoria, Australia                                                 |
| Participantes   | - Costa Rica - Guatemala - México | - Argentina - Chile - Colômbia - Equador - Peru - Uruguai - Venezuela | - Espanha - França - Inglaterra - Itália | - África do Sul - Austrália - Índia - Paquistão - Zâmbia - Zimbabwe |
| Qualificados    | - Guatemala                       | - Argentina                                                           | - Inglaterra                             | - Austrália                                                         |

## Campeonato
Qualificados as 6 equipas, elas foram alocadas em dois grupos com 3 participantes cada. Os times deveriam jogar uma partida contra os outros dois do grupo, os dois melhores colocados avançariam à fase semifinal e os terceiros colocados de cada grupo estariam eliminados.

### Grupo A
| Pos | Equipe    | J | V | D | GP | GC | SG  | Pts | Classificado |
| --- | --------- | - | - | - | -- | -- | --- | --- | ------------ |
| 1   | Argentina | 2 | 2 | 0 | 24 | 14 | +10 | 4   | Próxima fase |
| 2   | Brasil    | 2 | 1 | 1 | 22 | 21 | +1  | 2   | Próxima fase |
| 3   | Austrália | 2 | 0 | 2 | 14 | 25 | −11 | 0   |              |

|  | Brasil | 5–15 | Argentina | Santa Barbara Polo & Racquet Club, Santa Bárbara |
|  |        |      |           |                                                  |

|  | Argentina | 12–5 | Austrália | Santa Barbara Polo & Racquet Club, Santa Bárbara |
|  |           |      |           |                                                  |

|  | Austrália | 9–13 | Brasil | Santa Barbara Polo & Racquet Club, Santa Bárbara |
|  |           |      |        |                                                  |

### Grupo B
| Pos | Equipe         | J | V | D | GP | GC | SG  | Pts | Classificado |
| --- | -------------- | - | - | - | -- | -- | --- | --- | ------------ |
| 1   | Inglaterra     | 2 | 2 | 0 | 22 | 12 | +10 | 4   | Próxima fase |
| 2   | Estados Unidos | 2 | 1 | 1 | 17 | 17 | 0   | 2   | Próxima fase |
| 3   | Guatemala      | 2 | 0 | 2 | 14 | 24 | −10 | 0   |              |

|  | Estados Unidos | 5–10 | Inglaterra | Santa Barbara Polo & Racquet Club, Santa Bárbara |
|  |                |      |            | Público: 7 200                                   |

|  | Inglaterra | 12–7 | Guatemala | Santa Barbara Polo & Racquet Club, Santa Bárbara |
|  |            |      |           |                                                  |

|  | Guatemala | 7–12 | Estados Unidos | Santa Barbara Polo & Racquet Club, Santa Bárbara |
|  |           |      |                |                                                  |

## Fase final

### Meias finais
| 28 de Agosto | Argentina | 10–3 | Estados Unidos | Santa Barbara Polo & Racquet Club, Santa Bárbara |
|              |           |      |                |                                                  |

| 28 de Agosto | Inglaterra | 11–14 | Brasil | Santa Barbara Polo & Racquet Club, Santa Bárbara |
|              |            |       |        |                                                  |

### Disputa pelo 3º lugar
| 30 de Agosto | Estados Unidos | 8–11 | Inglaterra | Santa Barbara Polo & Racquet Club, Santa Bárbara |
|              |                |      |            |                                                  |

### Final
|  | Argentina                                                  | 13–8 | Brasil                                                | Santa Barbara Polo & Racquet Club, Santa Bárbara |
|  | Lucas Labat Pablo Spinacci Gerardo Colaroen Ramiro Guinazu |      | Luis Bastos Olavo Novaes Angelo Bastos Calao de Mello | Público: 8 000                                   |

### Chaveamento
|  | Semifinais     | Semifinais    |   |                | Final          | Final |  |
|  |                |               |   |                |                |       |  |
|  | Santa Bárbara  |               |   |                |                |       |  |
|  | Argentina      | 10            |   |                |                |       |  |
|  | Estados Unidos | 3             |   |                |                |       |  |
|  |                |               |   |                |                |       |  |
|  |                |               |   |                | Santa Bárbara  |       |  |
|  |                |               |   |                | Argentina      | 13    |  |
|  |                | Brasil        | 8 |                |                |       |  |
|  |                |               |   |                |                |       |  |
|  |                |               |   |                |                |       |  |
|  |                |               |   |                | Terceiro lugar |       |  |
|  | Santa Bárbara  | Santa Bárbara |   | Santa Bárbara  | Santa Bárbara  |       |  |
|  | Inglaterra     | 11            |   | Estados Unidos | 8              |       |  |
|  | Brasil         | 14            |   |                | Inglaterra     | 11    |  |

| V Campeonato do Mundo de Polo Argentina Terceiro título |

| Posição | Equipa         |
| ------- | -------------- |
| 2       | Brasil         |
| 3       | Inglaterra     |
| 4       | Estados Unidos |
| 5       | Guatemala      |
| 6       | Austrália      |